# آلبرت مونتانس
 آلبرت مونتانس (انگلیسی: Albert Montañés؛ زاده ۲۶ نوامبر ۱۹۸۰) یک تنیس‌باز اهل اسپانیا است.